# Zizan Razak
Mohamad Razizan Abdul Razak (sinh ngày 15 tháng 4 năm 1984) là một diễn viên hài, người dẫn chương trình truyền hình, diễn viên và ca sĩ người Malaysia. Anh cũng là một thí sinh trong một số chương trình truyền hình thực tế.

## Cuộc sống cá nhân
Zizan sinh ra ở Dungun, Terengganu. Anh là người em út trong hai người anh chị em ruột.

## Nghề nghiệp
Anh đứng vị trí thứ hai trong mùa giải đầu tiên của  Raja Lawak  (Vua Hài Kịch), một cuộc thi dành cho các diễn viên hài. Trong đó có anh được gọi là "Zizan Raja Lawak". Anh cũng là một người tham gia trong  Maharaja Lawak  (Hoàng đế Hài Kịch), đó là series thứ hai trong các cuộc thi vòng chung kết của  Raja Lawak . Trong chương trình, anh đã được ghép đôi (như một đội) với Johan Raja Lawak. Họ được gọi là "Jozan". Họ đến đầu tiên trong cuộc thi. Zizan cũng đã giành được chiến thắng trong chương trình thực tế Super Spontan Superstar hai lần.

## Các tác phẩm

### Điện ảnh
| Năm  | Phim                         | Vai diễn       | Ghi chú                           |                      |
| ---- | ---------------------------- | -------------- | --------------------------------- | -------------------- |
| 2009 | Duhai Si Pari-Pari           | Penyamun       | Azmi Mohd Hatta                   | Khách mời            |
| 2010 | Lu Pikirlah Sendiri De Movie | Himself        | Aminah Rhapor                     |                      |
| 2010 | Kapoww!                      | Atoi           | Azizi Chunk Adnan                 |                      |
| 2011 | KL Gangster                  | Fadil          | Syamsul Yusof                     |                      |
| 2011 | Hantu Bonceng                | Amran          | Ahmad Idham                       |                      |
| 2012 | Cinta Kura Kura              | Nico           | Nizam Zakaria                     | Diễn viên lồng tiếng |
| 2012 | Jangan Pandang-Pandang       | Ajis           | Ahmad Idham                       |                      |
| 2012 | Uncle Usin                   | Spy 13         | Husin Hj. Husain                  |                      |
| 2012 | Jalan Kembali: Bohsia 2      | Ejan           | Syamsul Yusof                     |                      |
| 2012 | Mael Lambong                 | Mael Lambong   | Ahmad Idham                       |                      |
| 2012 | Baik Giler                   | Afiq           | Mansor Akob                       |                      |
| 2012 | Hantu Kapcai                 | Ajib           | Ghaz Abu Bakar                    |                      |
| 2012 | Untuk Tiga Hari              |                | Dato' Afdlin Shauki               | Khách mời            |
| 2012 | Ghost Buddies                |                | Simon Sek                         |                      |
| 2013 | KL Gangster 2                | Fadil          | Syamsul Yusof                     |                      |
| 2013 | KL Zombi                     | Nipis          | Woo Min Jin                       |                      |
| 2013 | Tokan                        | Mat Lobe       | Ghaz Abu Bakar                    |                      |
| 2013 | Bikers Kental                | Bidin Al-Zaifa | Helmi Yusof                       |                      |
| 2014 | Abang Long Fadil             | Fadil          | Syafiq Yusof                      |                      |
| 2015 | Werewolf Dari Bangladesh     | Pilun          | Mamat Khalid                      |                      |
| 2015 | Cicak Man 3                  | Man/Cicak Man  | Yusry Abdul Halim, Ghaz Abu Bakar |                      |
| 2015 | Polis Evo                    | Inspector Sani | Ghaz Abu Bakar                    |                      |
| 2015 | Rembat                       | MR Baby        | Shamyl Othman                     |                      |
| 2017 | Abang Long Fadil 2           | Fadil          | Syafiq Yusof                      |                      |
| 2018 | Kesempatan Keduda            |                | Awi Suryadi                       | Phim Indonesia       |
| 2018 | Polis EVO 2                  | Inspector Sani | Joel Soh, Andre Chiew             |                      |
| 2019 | Abang Long Fadil 3           | Fadil          | Syafiq Yusof                      | Sản xuất hậu kì      |
| TBA  | Bulan & Pria                 | Zizan          | Ghaz Abu Bakar                    | Quay phim            |